# Schafisheim
Schafisheim est une commune suisse du canton d'Argovie, située dans le district de Lenzbourg.

Photo aérienne (1954).

## Personnalités
- Manon Pfrunder (1988-), actrice et metteuse en scène.
- Théodore Wildi (15 juin 1922 - 28 octobre 2010), ingénieur, inventeur, et pédagogue émérite québécois.